# Howard Shanet
Howard Shanet (* 9. November 1918 in Brooklyn; † 19. Juni 2006) war ein US-amerikanischer Dirigent und Komponist.

## Leben
Shanet studierte bis 1939 Cello und bis 1941 Musikwissenschaften an der New Yorker Columbia University. Nach einem Kriegseinsatz im Pazifik studierte er Komposition bei Bohuslav Martinů und Aaron Copland sowie Dirigat bei Sergei Kussewizki und Fritz Stiedry. Er wurde Anfang der 1950er Assistent von Leonard Bernstein bei den New York City Symphony. 1959/1960 war er Programmkommentator der New Yorker Philharmoniker für die New York Times.
Er wurde später Gastdirigent bei den New Yorker Philharmoniker, dem Boston Symphony Orchestra in Tanglewood, dem CBS Symphony und verschiedener Orchester in den Niederlanden und Israel. Shanet komponierte eigene, moderne Werke für Orchester und Streichquartett.
Shanet war seit 1953 Musikprofessor an der Columbia University sowie Dirigent des Universitätsorchesters. Von 1972 bis zu seiner Emeritierung 1978 war er Dekan der Musikfakultät.